# Szurduk község
Szurduk község (románul: Comuna Surduc) község Szilágy megyében, Romániában. Központja Szurduk, beosztott falvai Kiskeresztes, Kőszénbányatelep, Szalonnapatak, Tihó, Turbóca, Tótszállás.

## Népessége
A 2011-es népszámlálás adatai alapján a község népessége 3461 fő volt.